# Ardennenjäger
Die Ardennenjäger (französisch Chasseurs ardennais), benannt nach den Ardennen, dem stark bewaldeten belgischen Mittelgebirge, wo sie stationiert sind, bilden die Jägertruppe des Belgischen Heeres; sie entstand 1933 durch Umwandlung eines 1830 gegründeten Regiments der Linieninfanterie in Leichte Infanterie.

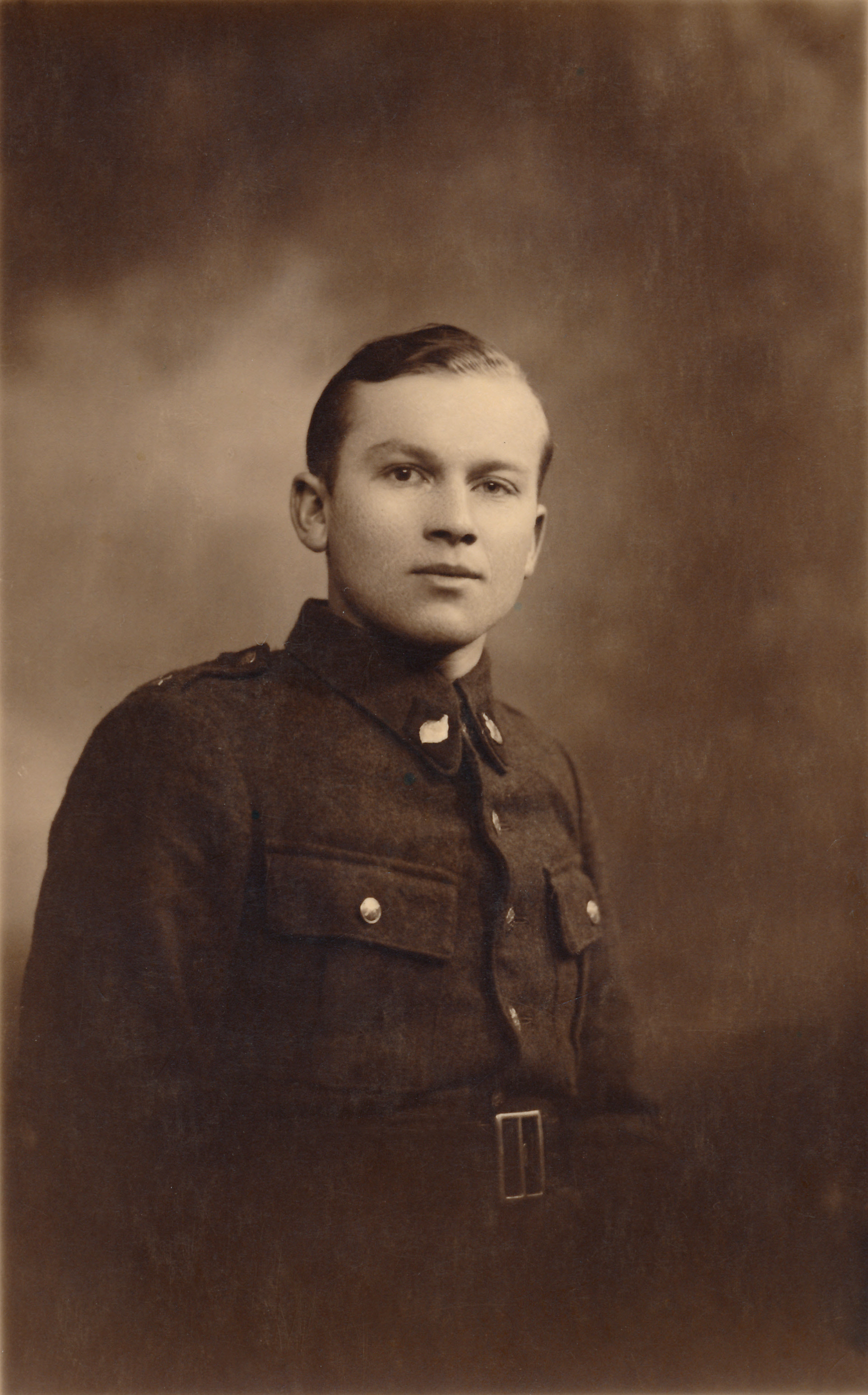
Ardennenjäger, der im Mai 1940 kämpfte.

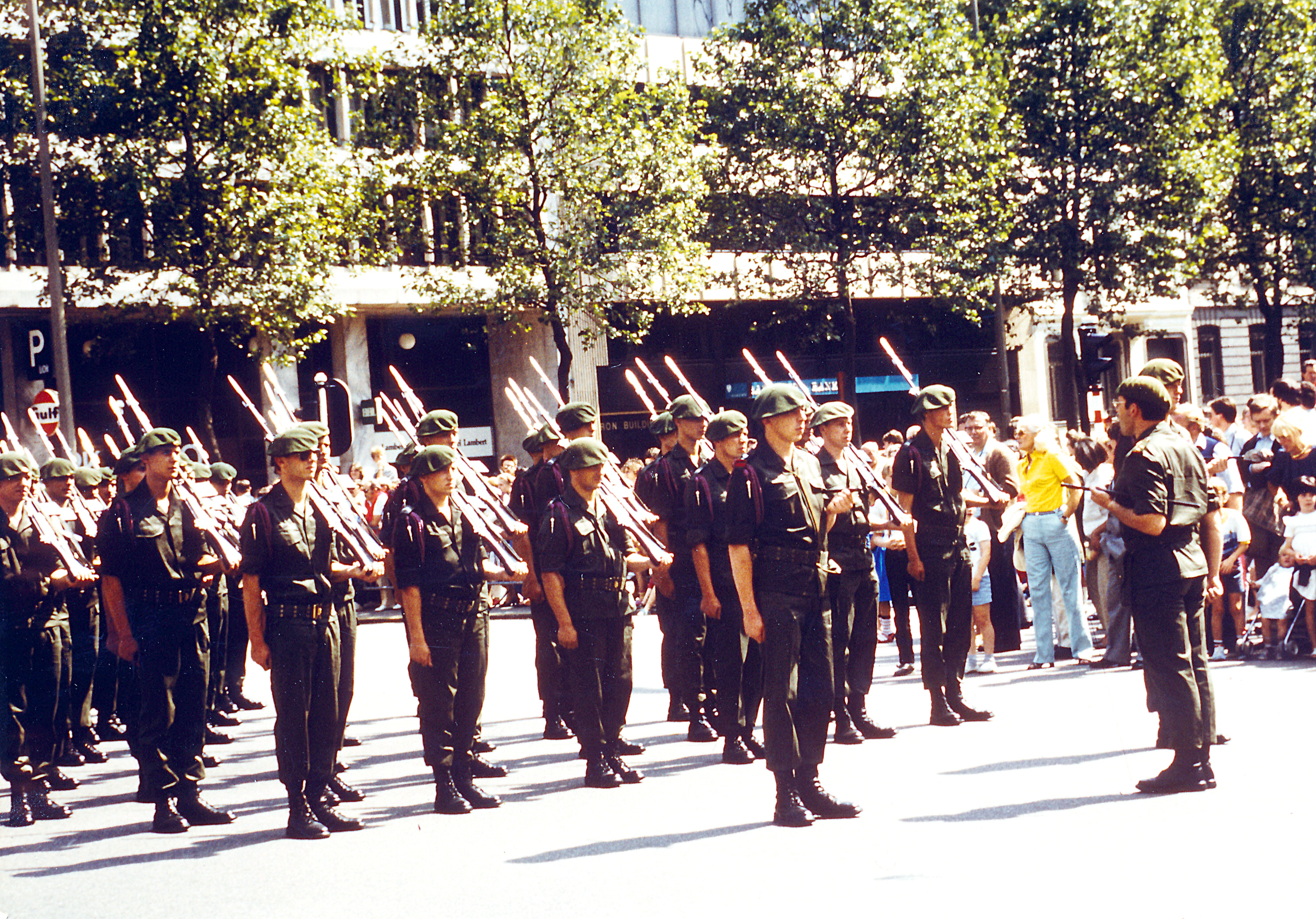
Abteilung der Ardennenjäger, die vor der Parade zum Nationalfeiertag am 21. Juli 1989 in Brüssel warten.

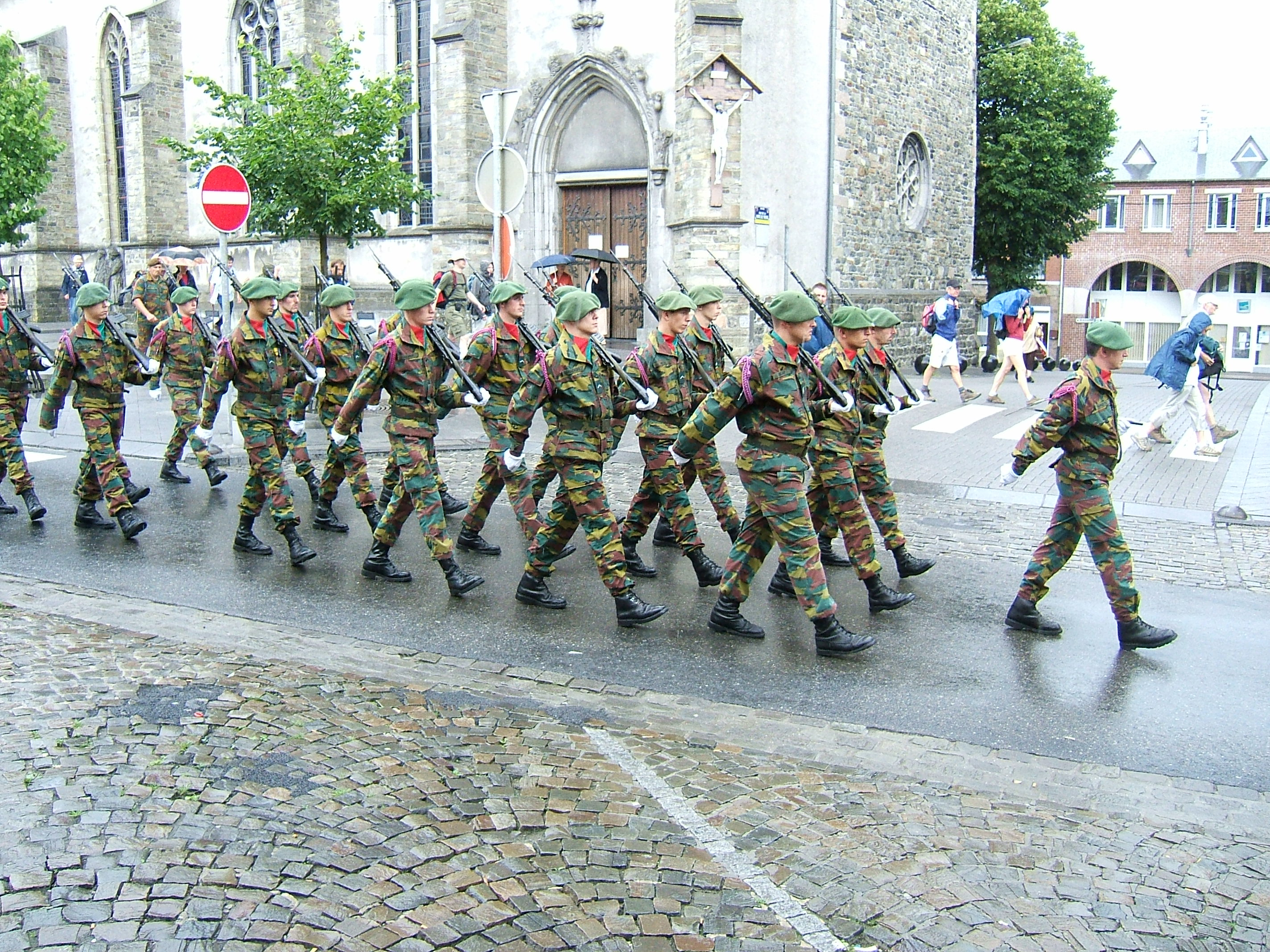
Ein Peloton der “Chasseurs ardennais” in Bastogne anlässlich des Europäischen Freundschaftsmarsches

Im Zweiten Weltkrieg wuchs sie auf die Stärke von zwei Divisionen an. Während des deutschen Überfalls auf das neutrale Belgien im Jahr 1940 widerstanden sie den deutschen Panzern bei Bodange, bei Chabrehez und in der Schlacht an der Leie. Sie verteidigten Deinze, mit den Ortsteilen Gottem und Vinkt. Die Verdienste des Großverbandes spiegeln sich in den Auszeichnungen wider. Sechsmal wurde sie für ihre Leistungen im Zweiten Weltkrieg (Ardennes, Canal Albert, La Dendre, La Lys und Vinkt) ausgezeichnet.
Nach Ende des Kalten Krieges erfolgte eine Reduzierung zunächst auf Brigadestärke. Nach Abschaffung der Wehrpflicht in 2011 besteht der Truppenteil nur noch aus dem Bataillon médian de chasseurs ardennais (deutsch: „Mittleres Ardennenjäger-Bataillon“). Dieses nimmt an Operationen der NATO, der UNO, der Europäischen Union und bei humanitären Operationen Belgiens in der ganzen Welt teil. Die Unterstützung der belgischen Polizei bei der Terrorismusbekämpfung ist eine weitere Aufgabe.

## Geschichte

### Aufstellung
Der erste Verband der Ardennenjäger wurde 1933 als Jägerregiment unter König Leopold III.
aus dem 10e régiment d’infanterie de ligne (10. Linieninfanterieregiment) aufgestellt, von dem es den Stiftungstag 16. Oktober 1830 übernahm. Ausgestattet wurde es mit leichten Panzerfahrzeugen, Jagdpanzern und leichten gepanzerten Transportfahrzeugen vom Typ Renault UE Chenillette. Am 1. Juli 1939 wurde aus den inzwischen drei Regimentern eine Ardennenjäger-Division mit einem zusätzlichen motorisierten Infanteriebataillon und einem Artillerieregiment in einer Stärke von insgesamt 30.000 bis 35.000 Mann gebildet. Die Ardennenjäger setzten sich aus Berufssoldaten und Wehrpflichtigen zusammen. Der Stab bestand aus erfahrenen Berufsoffizieren, von denen mehrere bereits vier Jahre mit dem 10. Linieninfanterieregiment im Ersten Weltkrieg gekämpft hatten.

### Zweiter Weltkrieg

#### Mobilmachung

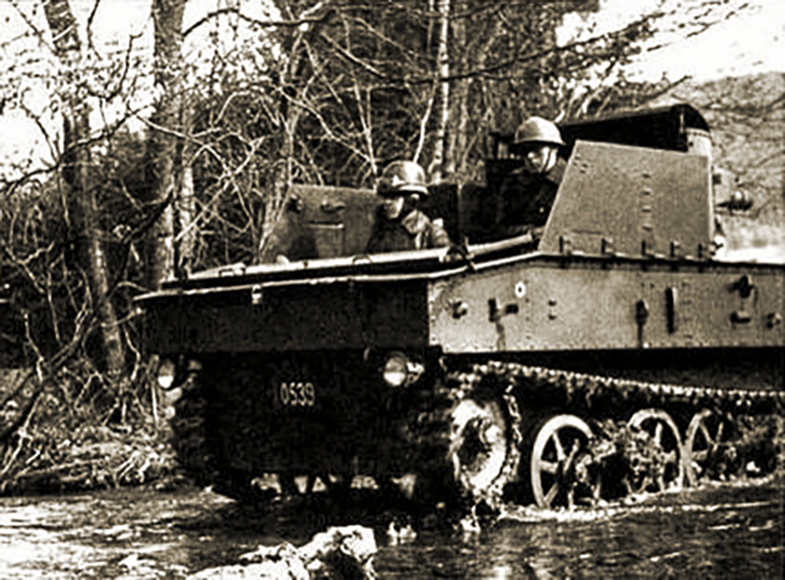
Belgischer Panzerjäger T13 B2 im Manöver

Im Zuge der Mobilmachung im Jahre 1939 wurde eine zweite Division mit drei weiteren Regimentern aufgestellt. Kommandant der Ardennenjäger war General Maurice Keyaerts.
Die belgische Armee wurde in den Zonen konzentriert, wo die Nähe zu Deutschland einen beginnenden Angriff befürchten ließ, das heißt in dem sich aus dem Norden erstreckenden Sektor von Lüttich bis nach Vesdre in den Ardennen. Um in diesem Gebiet zu kämpfen, waren die Ardennenjäger aufgestellt worden. Der Rest des Ardennenmassivs, das sich bis zur Grenze zwischen Belgien und Frankreich erstreckt, schien ungefährdet, durch seine zerklüftete Landschaft und seine schmalen Straßen würden die Deutschen in diesem Gebiet nicht vorgehen – so der Marschall Philippe Pétain.
Ein Teil der Truppe war beim Zustand der drohenden Kriegsgefahr an den Albert-Kanal an die nördliche belgische Front verlegt worden, um dort einen deutschen Angriff vom rechten Kanalufer abzuwehren.
Die Ardennenjäger waren von Anfang an vollständig motorisiert.
Sie verfügten zum Beispiel über den Panzerjäger T13 I mit einer sehr effektiven 47-mm-Kanone, die alle deutschen Panzerungen aus jener Zeit durchschlagen konnte.

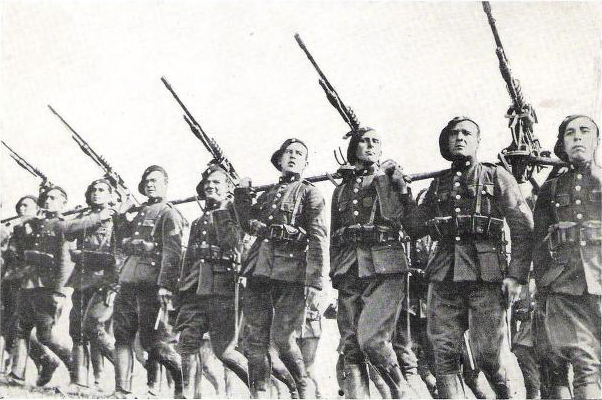
Die „Chasseurs ardennais“ 1940

Der alliierte Plan sah vor, dass einerseits die Ardennenjäger ein deutsches Vorgehen in der Provinz Luxemburg verzögern sollten, da die französischen Truppen im Raum Sedan den deutschen Generalstab davon abhalten sollten, in diesem schwierigen Sektor überhaupt erst einen Großangriff zu starten. Würden die Deutschen dies doch durchführen und die schwierigen Wälder und Täler der Ardennen passieren, so würden sie nach dem Verlassen der Ardennen laut Pétain „zerquetscht“ werden. Diese Strategie war in Geheimverhandlungen zwischen dem belgischen König und dem französischen Oberkommandierenden Maurice Gamelin abgesprochen worden. Die Informationen, die durch die verschiedenen Militärattachés zwischen 1938 und 1940 in Deutschland zusammengetragen worden waren, stellten jedoch klar, dass Deutschland durch das Großherzogtum Luxemburg und durch die Ardennen angreifen würde. Aus diesem Grunde erhielten die Ardennenjäger die Aufgabe, die Deutschen durch Kämpfe und Zerstörung von Infrastruktur aufzuhalten.
Die allgemeinen Rückzugsbefehle beruhten auf dem Grundsatz, dass die Befehle des Generalstabs oder des Regimentsstabes je nach der Lage von den Führern der Einheiten so ausgeführt werden sollten, dass die Einheit nicht vernichtet wurde oder in Gefangenschaft geriet. Diese Anordnungen waren erteilt worden, indem man berücksichtigte, dass die Befehlsübermittlungen beispielsweise über Fernsprechleitungen durch Aktionen deutscher Fallschirmjäger unterbrochen werden könnten. Man musste also den Offizieren von eventuell abgeschnittenen Einheiten der Ardennenjäger eine gewisse selbstständige Entscheidungsfreiheit zugestehen.

#### Beginn der Kämpfe

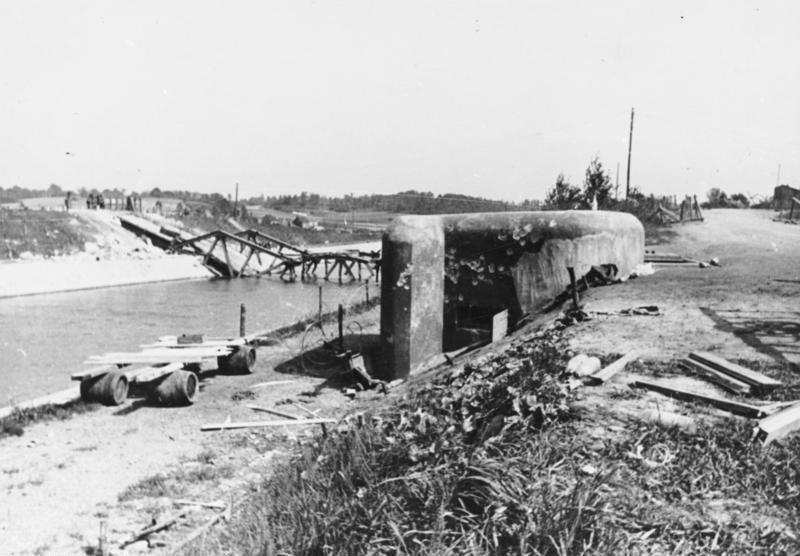
Um den deutschen Vormarsch aufzuhalten, hatten die „Chasseurs ardennais“ u. a. diese Brücke bei Eben-Emael gesprengt

Die Taktik, die man den Ardennenjägern zugewiesen hatte, bewährte sich bereits am ersten Tag der Kämpfe.
Ab 3:00 Uhr am 10. Mai 1940 wurden von der belgischen Aufklärung massive deutsche Truppenbewegungen an der deutsch-belgischen Grenze beobachtet. Dies veranlasste den Kommandanten der Ardennenjäger, General Keyaerts, die grenznahen Brücken zu sprengen, ohne auf Befehle des belgischen Stabes zu warten, obwohl zu diesem Zeitpunkt der Botschafter Deutschlands die Kriegserklärung in Brüssel noch nicht vorgelegt hatte.
Allerdings waren bereits seit Monaten die Durchgangsrouten durch die belgischen Ardennen durch Sprengtrichter und Felshindernisse gesperrt worden. Die freien Flächen und die passierbaren Teile der Wälder waren mit Minenfeldern gegen Panzer gesichert. Selbst in den Tiefen der Ardennen stießen deutsche Kolonnen, die sich auf engen, gewundenen Straßen vorwärts bewegten, auf Hindernisse und Zerstörung.

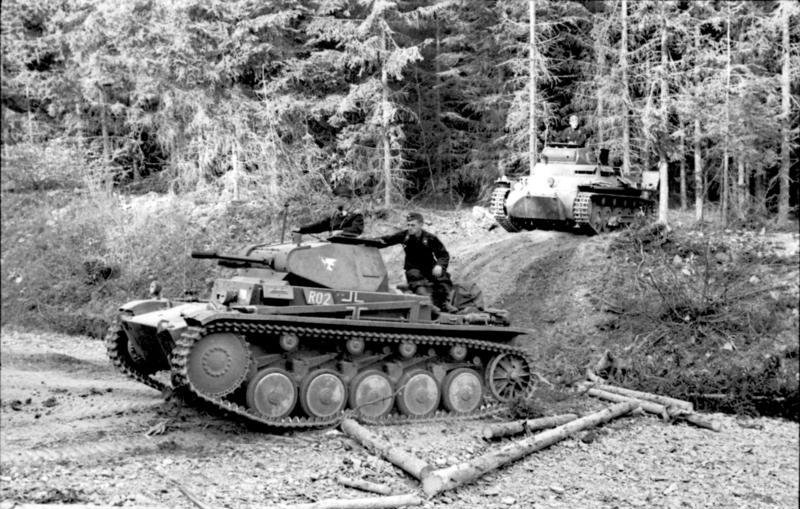
Deutsche Panzer II (vorn) und I im Mai 1940 in den Ardennen

Als die Panzer von General Guderian die Grenze überschritten hatten, wurden sie sogleich bei Chabrehez von einigen hundert Ardennenjägern und Kradschützen aufgehalten. Die Belgier waren in vorgeschobenen Stellungen vom Rest der Truppe abgeschnitten, so wie es vielen der Jäger erging.
Nichtsdestoweniger nutzten sie alle möglichen Deckungen und versuchten, mit improvisierten Hindernissen die Panzer aufzuhalten. Sich kämpfend zwischen den Bauernhöfen der Ardennen zurückziehend, brachten sie den deutschen Vormarschplan gänzlich durcheinander. Erwin Rommel bemerkte anerkennend:

„Das sind keine Männer, sondern grüne Wölfe.“

An der belgisch-luxemburgischen Grenze befolgten die Ardennenjäger die Anweisung, die Stellungen zu halten, ohne sich einkreisen zu lassen. In Martelange und in Bodange, wo der Commandant Bricart im Kampf gefallen war, standen etwa hundert Jäger als Nachhut gegen etwa 3000 durch Artillerie unterstützte deutsche Infanteristen auf verlorenem Posten. Die Belgier verfügten über keine schweren Waffen, da die Artillerie zur Unterstützung der 7. Division am Albertkanal dorthin verlegt worden war. Die Deutschen brauchten acht Stunden, um die Situation zu bereinigen.
Woanders wurden die Deutschen von den Hindernissen, den zerstörten Brücken und den Minenfeldern zunächst aufgehalten. Nach dem Umgehen der Hindernisse wurde die Offensive am folgenden Tag fortgesetzt. In Bastogne konnte eine Handvoll Männer die Deutschen einen Vormittag lang aufhalten, bis ihr Zugführer, Caporal Cady, in seinem Bunker getötet wurde. Währenddessen hatte ein T13-Panzerjäger mit seiner Canon antichar de 47 mm modèle 1931 fünf angreifende Panzer abgeschossen. Am Sonntag, den 12. Mai, traf die Vorausabteilung Werner (Oberst Paul Hermann Werner) als erste deutsche Einheit bei Yvoir auf die Maas. Da die Brücke hier noch intakt war, wurde unverzüglich versucht, sie einzunehmen. Das konnte jedoch von einer Abteilung in anderthalbfacher Zugstärke des 5. Ardennenjägerregiments mit einer 47-mm-Panzerabwehrkanone unterbunden werden. Unter gegnerischem Feuer gelang es einem der Jäger, die Brücke doch noch zu sprengen, er fiel dabei. Die Deutschen suchten dann nach einem anderen Übergang, den sie bei Houx auch fanden.

#### Deutsche Übermacht
Gemäß deutscher Terminologie:

„[…] die Zerstörungen zeugten von großem Sachverstand, das galt für die Wege als auch für die Brücken – die Belgier wichen nur unter unaufhörlichem Kämpfen zurück.“

Dieser Widerstand kostete die Deutschen einen weiteren Tag in ihrem Vormarschplan.

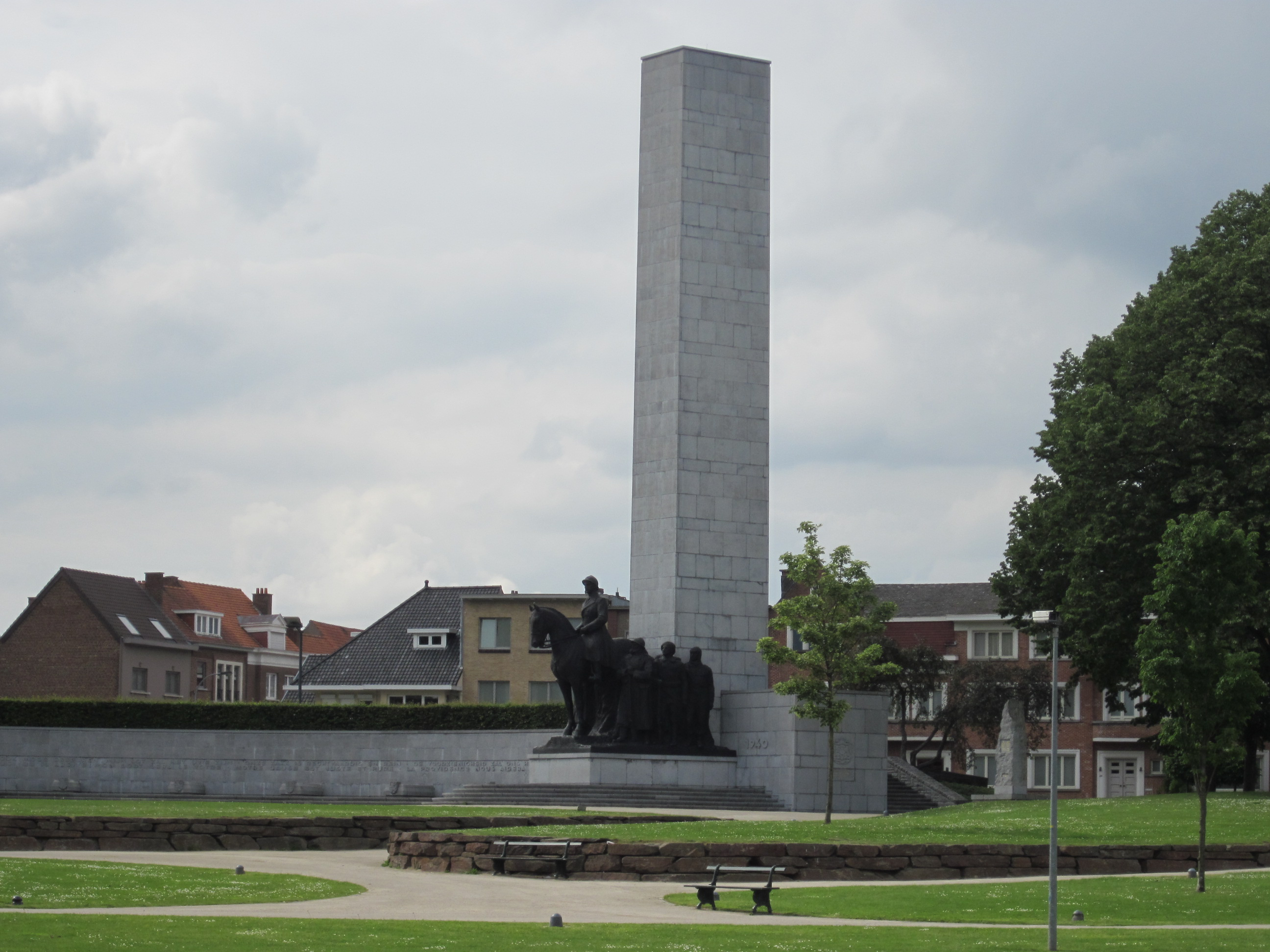
„Monument de la Lys“, Courtrai

Die Ardennenjäger hielten ruhmreich als Avantgardetruppen bis zur Schlacht an der Lys ihre befohlenen Stellungen, wo dem 1. Regiment befohlen wurde, die Bresche bei Deinze abzuriegeln, die durch die Kapitulation des 15. Linieninfanterieregiments entstanden war.
Der Widerstand der 2. Ardennenjägerdivision zwang das deutsche 396. Infanterieregiment zum Zurückweichen. Weiter im Norden führte die 1. Ardennenjägerdivision nach dem Zusammenbruch der 4. belgischen Infanteriedivision am 25. Mai einen Gegenangriff im Norden von Deinze durch, der sich nicht gegen die Lys richtete, sondern gegen einen Umleitungskanal, der die belgische Front bis zur Nordsee bildete. Die Deutschen überquerten den Fluss westlich des Kanals und bildeten so einen Brückenkopf. Das 1. und das 3. Regiment der 1. Ardennenjägerdivision hielten die deutschen Regimenter in Schach, führten mehrere Gegenangriffe und eroberten Vinkt zurück, ohne jedoch die Front durchbrechen zu können. Die Deutschen verloren dabei mehrere hundert Mann. Dieser hartnäckige Widerstand war wahrscheinlich einer der Gründe, die zum Massaker von Vinkt führten. Hier kämpften die Ardennenjäger, die aus den Ardennen abgezogen worden waren.

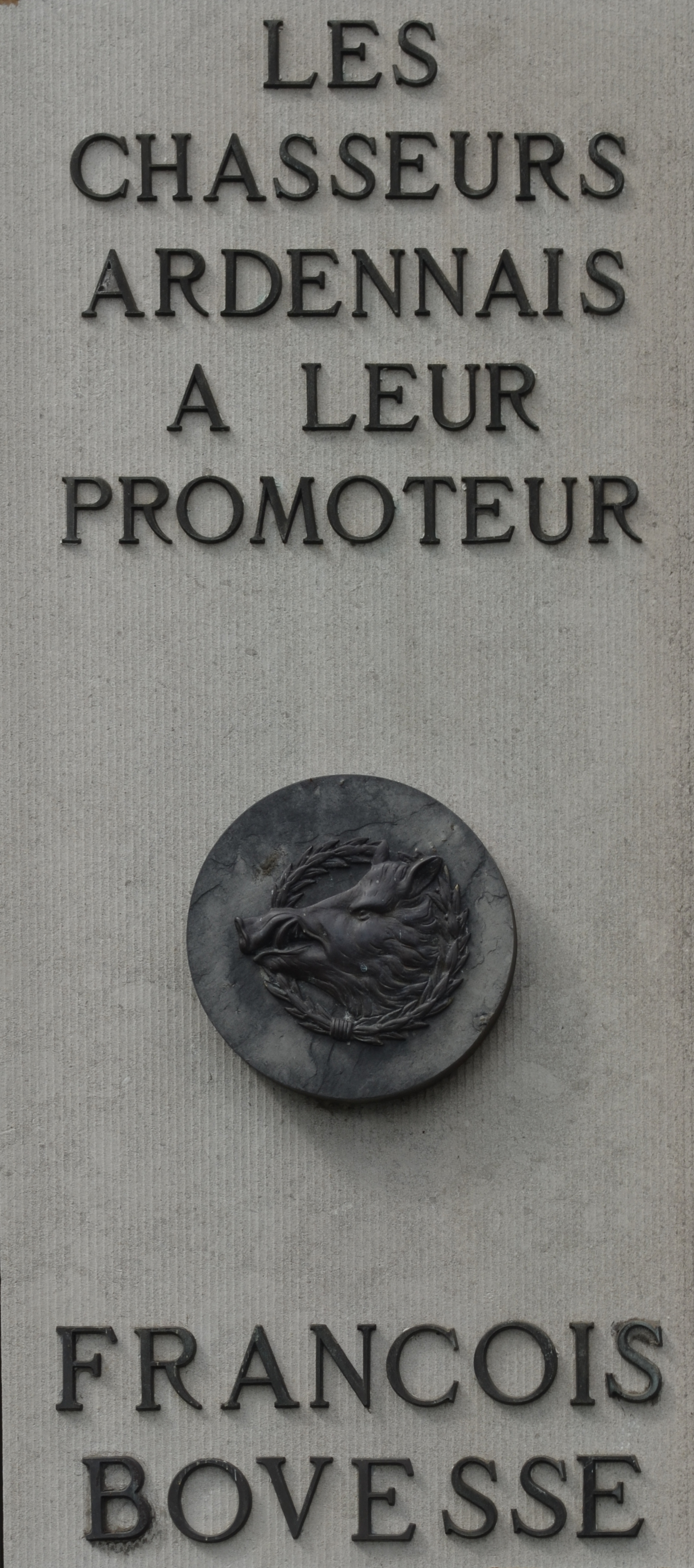
Tafel von den Chasseurs ardennais, gewidmet ihrem Förderer François Bovesse (Wand des Kulturhauses in Namur)

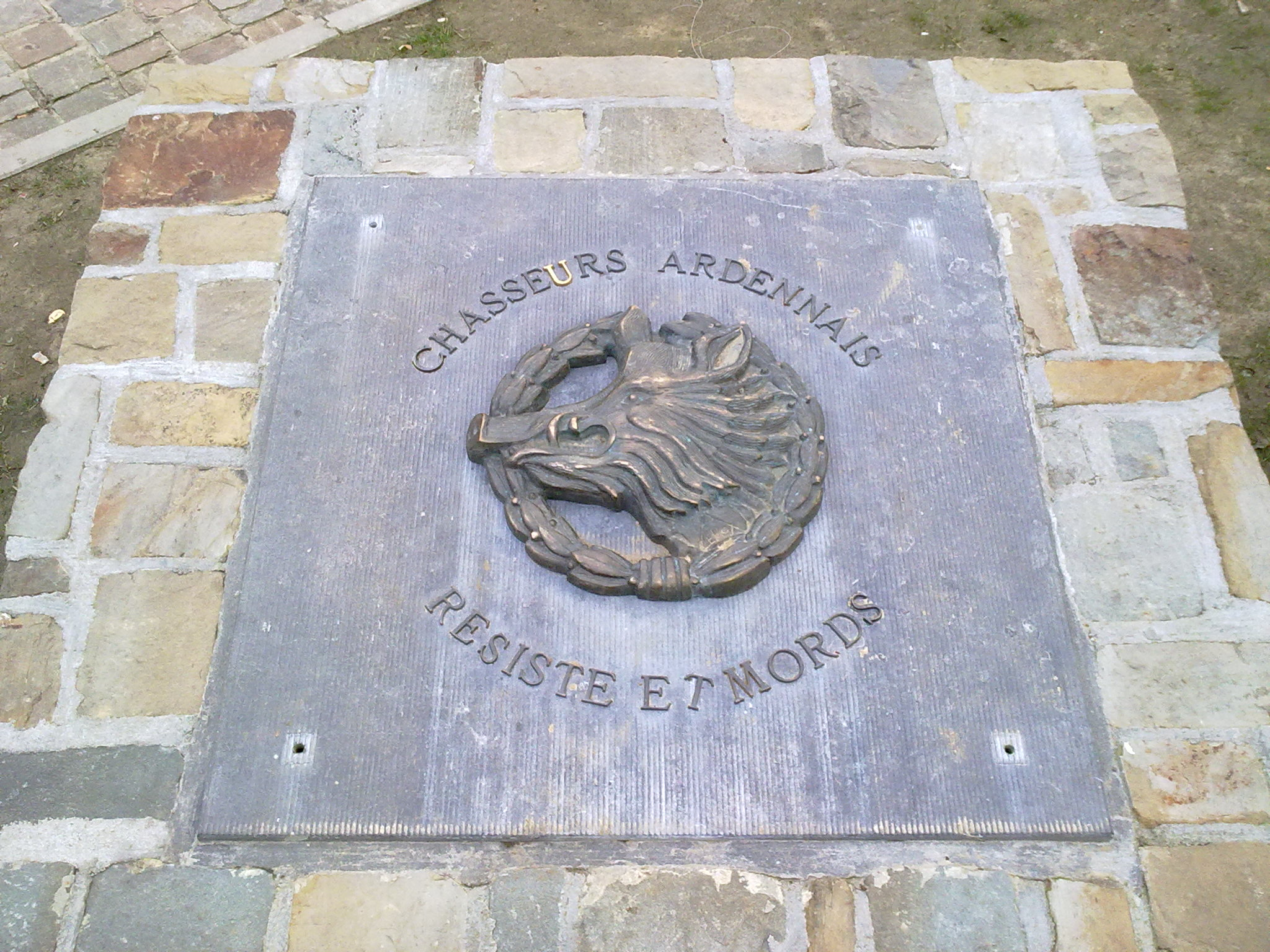
Diese Erinnerungstafel in Schaerbeek zeigt das Emblem und die Devise der Ardennenjäger

Letztlich musste Belgien vor der deutschen Übermacht kapitulieren. Die Ardennenjäger wurden wie das ganze belgische Heer aufgelöst, in den belgischen Exilstreitkräften gab es keine spezifische leichte Infanterie mehr – jedoch wurden aus ihren Reihen das 5th (belgische) SAS aufgestellt, das in der belgischen Armee heute noch als 3 Para-Commando im Regiment Spezialkräfte besteht.

### Nachkriegszeit und Gegenwart
Nach der Wiederaufstellung der belgischen Streitkräfte 1944/45 und der Demobilisierung bei Kriegsende verblieben zunächst sechs Bataillone. Während das 1. Bataillon zunächst in Arlon stationiert war, gehörte es nach dem Krieg zu den belgischen Besatzungstruppen in Deutschland und lag in Siegburg, Hemer, Spich und Siegen in Garnison. Die anderen Bataillone lagen in Bastogne und Rencheux.
Am 11. Juli 1960 wurde die 1. Kompanie des 1. Bataillons anlässlich der Kongokrise nach Matadi abkommandiert, wo sie in den Kämpfen gegen die meuternde Force Publique eingesetzt wurde.
Mit Auflösung der beiden belgischen Regimenter der Chasseurs a Pied (Jäger zu Fuß) im Jahr 1994 verblieben die Ardennenjäger als einzige Jägertruppe des belgischen Heeres, wenngleich sie inzwischen eigentlich als Mechanisierte Infanterie ausgerüstet sind.
Wie in vielen anderen Ländern wurden auch in Belgien die Truppenstärken nach dem Ende des Kalten Krieges reduziert. Von den Ardennenjägern blieben nach der Abschaffung der Wehrpflicht in Belgien lediglich ein Bataillon und die Regimentsmusik übrig. Dieses Bataillon war 2010 aus den vormaligen 1. bis 5. Bataillonen gebildet worden. Das 6. Bataillon wurde komplett aufgelöst und die Truppenfahne an die Stabswache der Provinz Luxemburg übergeben.
Das Bataillon ist heute in Marche-en-Famenne stationiert. Diese Kaserne dient seit dem 14. Juli 1978 den Ardennenjägern. Von hier aus nehmen sie an Operationen der NATO, der UNO und der Europäischen Union teil (BELBAT, UNOSOM, BELUBG, UNIFIL, ISAF, BELKOS, MALI usw.). Aufgrund der vermehrten Terrorgefahr auf belgischem Staatsgebiet wurden die Ardennenjäger der belgischen Polizei zur Unterstützung in Sicherheitsaufgaben beigestellt.

## Ersatz
Die Angehörigen der „Chasseurs ardennais“ kommen heute hauptsächlich aus der Wallonischen Region und hier speziell aus den Ardennen; bei der Aufstellung der Einheit gehörten ihr jedoch auch eine Anzahl von Soldaten aus anderen Gegenden Belgiens an. So wollten etwa auch die Flamen nach der Umorganisation in ihrer neuen Einheit bleiben. Bis heute ist das Bataillon nicht ethnisch abgegrenzt, es steht sowohl den Flamen als auch der deutschen Minderheit offen. Da es in der belgischen Armee französisch- und flämischsprachige Einheiten gibt, ist es jedem Belgier freigestellt – unabhängig von seiner Ethnie –, sich eine Einheit auszusuchen, in der er dienen will. Natürlich ist die Kenntnis der Umgangssprache in einer solchen Einheit eine Grundbedingung, das betrifft vor allem die Vorgesetzten. Heute sind die „Chasseurs ardennais“ ein Französisch sprechendes Bataillon.
Bis zum Jahre 1994 gab es mit dem 3. Bataillon in Vielsalm auch eine deutschsprachige Einheit der Ardennenjäger.

## Truppenfahne und Wappen
Die Truppenfahne ist (nach französischem Vorbild) mit den folgenden ehrenvollen Erwähnungen bestickt:
- Namur
- Termonde
- Yser
- Esen
- Kortemark
- Ardennes
- La Dendre 1940
- Vinkt

Die Ardennenjäger wurden mit dem Leopoldsorden II. Klasse und dem französischen Croix de guerre ausgezeichnet.
Traditionell ist das Wildschwein das Wappentier der Ardennenjäger.
Eines der Bataillone führte ein zahmes Wildschwein als Maskottchen.

## Museum
- „Musée des chasseurs ardennais“ in Marche-en-Famenne.